# 克鲁特战役
克鲁特战役（羅馬化：Bii pid Krutamy）是1918年1月29日，乌克兰-苏维埃战争期间发生在基辅东北130公里处切尔尼戈夫省克鲁特村（今切尔尼戈夫州尼任区）的一场战役，作战双方为乌克兰人民共和国500名军校学生和100名自由哥薩克，另一方为穆拉維約夫领导的苏俄布尔什维克军队1000人及2000名预备队。乌克兰人民共和国使得苏俄军队进攻基辅被迫推迟4日，同时扑灭了布尔什维克发动的基辅兵工厂起义，为与同盟国签署《布列斯特-立陶夫斯克条约》赢得时间，乌克兰人民共和国在此次战役中获战略性胜利。战后，相关历史被苏联政府隐瞒，克鲁特战役80周年纪念日时，乌克兰开始举行纪念活动，2006年在当地修建纪念碑。